# Co Stompé
Jacobus Wilhelm „Co“ Stompé (* 10. September 1962 in Amsterdam) ist ein ehemaliger professioneller Dartspieler aus den Niederlanden. Sein Spielerspitzname ist The Matchstick.

## Karriere

### 1994–2000: Beginn bei der BDO
Stompés Profidartskarriere begann im Jahr 1994, als er bei den Berlin Open teilnahm und das Halbfinale erreichte. Im selben Jahr gelang ihm das Gleiche bei den British Open.
Seine erste Weltmeisterschaft bei der British Darts Organisation spielte Stompé im Jahr 1996. Er schied jedoch in der ersten Runde ohne Satzgewinn gegen Steve Beaton aus.
Zwei Monate später konnte Stompé mit dem Spring Cup seinen ersten Titel erringen. Diesen Titel verteidigte er ein Jahr später. Seine erste Teilnahme am WDF World Cup Singles endete in der Runde der letzten 32.
Bei der BDO World Darts Championship 1998 kam Stompé erneut nicht über die erste Runde hinaus. Er verlor mit 2:3 in Sätzen gegen Roland Scholten. In diesem Jahr konnte er jedoch den Europameistertitel im Einzel bei der World Darts Federation erringen, als er im Finale Andy Fordham schlagen konnte. Bei seiner ersten World Masters-Teilnahme kam Stompé ins Achtelfinale.
Sein erstes WM-Spiel gewinnen konnte Stompé bei der BDO World Darts Championship 1999. In der ersten Runde schlug er Davy Richardson mit 3:0, bevor er in der zweiten Runde erneut mit 2:3 gegen Roland Scholten verlor.
Ein Jahr später bei der BDO-WM 2000 spielte sich Stompé bis ins Halbfinale. Dafür besiegte er Andy Smith, Steve Coote und Mervyn King, bevor er mit 2:5 gegen Ronnie Baxter ausschied.
Im August 2000 gewann Stompé die Belgium Open und im September zusammen mit Raymond van Barneveld den Doppeleuropameistertitel beim WDF Europe Cup. Beim World Masters kam Stompé bis ins Viertelfinale. Auch seine erste Teilnahme beim European Grand Masters endete in der Runde der letzten 8.

### 2001–2008: erste PDC-Turniere
Bei der BDO World Darts Championship 2001 konnte Stompé in der ersten Runde gegen Andy Smith mit 3:1 in Sätzen gewinnen, musste sich jedoch in der zweiten Runde gegen Wayne Mardle geschlagen geben. Im Juni 2001 nahm Stompé an den Swiss Open, seinem ersten PDC-Turnier teil. Beim Doeland Grand Masters, dem Nachfolger des European Grand Masters, kam er ins Halbfinale.
Auch bei der BDO World Darts Championship 2002 kam Stompé ins Achtelfinale. Bei den diesjährigen Doeland Grand Masters schied Stompé erstmals in der Gruppenphase aus.
Ähnlich erfolglos verlief die BDO World Darts Championship 2003, wo Stompé ebenfalls in der ersten Runde ausschied. Dafür konnte er im April die Finnish Open gewinnen. Beim WDF World Cup kam Stompé mit seinem Team bis ins Finale, der Einzelwettbewerb endete wie das World Masters im Achtelfinale. Allerdings schied Stompé erneut sowohl beim Doeland Grand Masters 2003 als auch bei der BDO World Darts Championship 2004 ohne Sieg aus.
Beim World Masters 2004 kam Stompé erneut ins Achtelfinale. Beim Doeland Grand Masters spielte er sich erstmals bis ins Halbfinale, das er mit 1:3 gegen den Turniersieger Raymond van Barneveld verlor.
Bei der BDO World Darts Championship 2005 schied Stompé erneut in der ersten Runde aus. Beim Masters of Darts 2005, seinem ersten PDC-Major, kam er nicht über die Gruppenphase hinaus. Bei den Belgium Open und dem Open Oust Nederland kam Stompé ins Finale.
Im November 2005 nahm Stompé erstmals an einem Turnier der PDC Pro Tour teil, kam jedoch nicht über die erste Runde hinaus, genauso wie auch bei der BDO World Darts Championship 2006.
Beim WDF Europe Cup 2006 gewann Stompé mit dem niederländischen Team der Europameistertitel. Beim World Masters im Viertelfinale aus.
Endlich mal wieder ein Achtelfinale bei einer Weltmeisterschaft erreichte Stompé bei der BDO World Darts Championship 2007. Er gewann in der ersten Runde mit 3:0 gegen Jelle Klaasen, verlor dann aber sein zweites Spiel gegen Martin Adams.
Im Juni 2007 gewann Stompé die Swiss Open und den British Pentathlon sowie im Juli die British Classic. Beim World Masters kam Stompé ins Achtelfinale. Das Zuiderduin Masters endete für ihn im Viertelfinale.
Bei der BDO World Darts Championship 2008 kam Stompé ins Achtelfinale, glänzte allerdings mit einem 170er-Checkout, für das er ein extra Preisgeld einstreichen konnte.

### 2008–2010: Aufstieg in der PDC und World-Cup-Titel
Ab der Mitte des Jahrs 2008 spielte Stompé nur noch die Turniere der Professional Darts Corporation. Sein bestes Ergebnis auf der PDC Pro Tour 2008 war ein Halbfinale im September.
Seinen ersten PDC-Titel gewann Stompé bei der German Darts Championship im November 2008, als er im Finale mit 4:2 in Sätzen gegen Phil Taylor gewinnen konnte.
Bei seinem ersten Spiel bei einer PDC World Darts Championship im Jahr 2008 gewann Stompé mit 3:1 gegen Andy Jenkins. Auch sein zweites Spiel konnte er gewinnen. Mit 4:1 schlug er die Nummer 9 der PDC Order of Merit Alan Tabern. Im Achtelfinale traf er auf Wayne Mardle und konnte nach einem furiosen 4:0-Sieg ins Viertelfinale einziehen. Dort verlor er dann aber gegen den späteren Weltmeister Phil Taylor.
Auf der PDC Pro Tour 2009 kam Stompé zweimal ins Halbfinale. Bei den Las Vegas Desert Classic kam er ins Achtelfinale. Bei seiner ersten Teilnahme am World Matchplay schied Stompé in der ersten Runde aus. Auch bei der European Darts Championship und dem Grand Slam of Darts schied Stompé ohne Sieg aus.
Bei der PDC World Darts Championship 2010 war Stompé erstmals gesetzt. In der ersten Runde gewann er gegen Steve Maish und in der zweiten Runde gegen Mervyn King. Im Achtelfinale traf Stompé auf Mark Dudbridge, über den er sich ebenfalls hinwegsetzen konnte. Erneut war dann allerdings wie im Vorjahr im Viertelfinale Schluss. Diesmal verlor er mit 3:5 in Sätzen gegen Mark Webster.
Bei den Players Championship Finals 2010 musste sich Stompé in der ersten Runde geschlagen geben.
Bei den UK Open Qualifiers 2010 kam Stompé einmal ins Halbfinale, glänzte allerdings mit einem Nine dart finish im Turnier Nr. 8. Seinen ersten Pro Tour-Titel errang er im Juni 2010 als er in Las Vegas mit 6:3 gegen James Wade gewann.
Beim World Matchplay einen Monat später gewann Stompé mit 12:10 in Legs gegen Andy Hamilton. Im Achtelfinale konnte er sich dann gegen Mark Webster durchsetzen. Erst im Viertelfinale war dann gegen Raymond van Barneveld Schluss. Beim erstmals mit Stompé ausgetragenen World Grand Prix verlor er in der ersten Runde.
Beim Grand Slam of Darts 2010 setzte sich Stompé in seiner Gruppe unter anderem gegen Adrian Lewis durch und gewann im Achtelfinale gegen Colin Lloyd, bevor er im Viertelfinale gegen Turniersieger Scott Waites verlor.
Im Dezember 2010 gewann Stompé seinen ersten PDC-Major-Titel. Beim World Cup of Darts gewann er zusammen mit Raymond van Barneveld. Hier setzte man sich gegen die Teams aus Deutschland, Kanada, Australien und Österreich sowie Spanien durch, bevor man im Finale Mark Webster und Barrie Bates aus Wales mit 4:2 besiegen konnte.
Bei der PDC World Darts Championship 2011 schied Stompé erstmals in der ersten Runde aus. Mit 1:3 verlor er gegen Peter Wright.

### 2011–2019: Ausklang der Karriere
Bei der PDC Pro Tour 2011 kam Stompé dreimal ins Halbfinale. Beim Grand Slam of Darts 2011 schied er in der Gruppenphase aus.
Bei dem Players Championship Finals kam er ins Achtelfinale.
Bei der PDC World Darts Championship 2012 erreichte Stompé die zweite Runde, in der er gegen Terry Jenkins verlor. Ein Jahr später bei der WM 2013 verlor er wieder in der ersten Runde.
Die PDC Pro Tour 2013 beendete Stompé nicht mehr. In den kommenden zwei Jahren spielte Stompé wieder die Turniere der BDO und WDF und kam dabei bei den Münsterland Classic einmal ins Finale.
Im Jahr 2019 startete Stompé einen letzten Versuch, als er die PDC Qualifying School spielte. Er konnte sich jedoch keine Tour Card erspielen. Daraufhin spielte er zwei Challenge Tour-Wochenenden, bevor er seine Karriere beendete.
Für die Senioren-Weltmeisterschaft 2023 kehrte Stompé noch einmal zurück auf die große Bühne. In seiner Erstrundenpartie lieferte er sich dabei ein enges Match gegen John Part, der jedoch letztlich mit 2:3 gegen Stompé gewann.

## Titel

### BDO
- Weitere
  - 2007: Swiss Open, British Pentathlon, British Classic

### PDC
- Majors
  - World Cup of Darts: (1) 2010
- Pro Tour
  - Players Championships
    - Players Championships 2010: 21
- Weitere
  - 2008: PDC German Darts Championship

## Weltmeisterschaftsresultate

### BDO
- 1996: 1. Runde (0:3-Niederlage gegen  Steve Beaton)
- 1998: 1. Runde (2:3-Niederlage gegen  Roland Scholten)
- 1999: 2. Runde (2:3-Niederlage gegen  Roland Scholten)
- 2000: Halbfinale (2:5-Niederlage gegen  Ronnie Baxter)
- 2001: 2. Runde (0:3-Niederlage gegen  Wayne Mardle)
- 2002: 2. Runde (1:3-Niederlage gegen  Bob Taylor)
- 2003: 1. Runde (1:3-Niederlage gegen  Martin Adams)
- 2004: 1. Runde (2:3-Niederlage gegen  Robert Wagner)
- 2005: 1. Runde (2:3-Niederlage gegen  Andre Brantjes)
- 2006: 1. Runde (1:3-Niederlage gegen  Paul Hanvidge)
- 2007: 2. Runde (1:4-Niederlage gegen  Martin Adams)
- 2008: 2. Runde (2:4-Niederlage gegen  Brian Woods)

### PDC
- 2009: Viertelfinale (0:5-Niederlage gegen  Phil Taylor)
- 2010: Viertelfinale (3:5-Niederlage gegen  Mark Webster)
- 2011: 1. Runde (1:3-Niederlage gegen  Peter Wright)
- 2012: 2. Runde (1:4-Niederlage gegen  Terry Jenkins)
- 2013: 1. Runde (0:3-Niederlage gegen  Paul Nicholson)

### WSDT
- 2023: 1. Runde (2:3-Niederlage gegen  John Part)